# Apogon ishigakiensis
Apogon ishigakiensis es una especie de pez de la familia de los apogónidos en el orden de los perciformes.

## Morfología
Los machos pueden llegar a alcanzar los 6 cm de longitud total.

## Distribución geográfica
Se encuentran desde Japón hasta las Filipinas.